# シトクロムc

シトクロムcに含まれるヘムC。

シトクロムc（cytochrome c, cyt c）は、ミトコンドリアの内膜に弱く結合しているヘムタンパク質の一種である。タンパク質のシトクロムcファミリーに属する。他のシトクロムと異なり可溶性（100 g/L）で、電子伝達系において不可欠な因子である。電子伝達系では複合体IIIから1電子を受け取り、複合体IVに1電子を引き渡す。酸化型をフェリシトクロムc、還元型をフェロシトクロムcと呼ぶこともある。ヒトではシトクロムcは CYCS 遺伝子にコードされている。

## 機能

### 電子伝達系における役割
シトクロムcはミトコンドリアで電子伝達系の構成要素を成す。シトクロムcのヘム基がb-c1複合体から電子を受け取り、シトクロムオキシダーゼ複合体に電子を渡す。また、シトクロムcはアポトーシスの開始にも関与する（後述）。シトクロムcは、細胞質に放たれるとアポトーシスプロテアーゼ活性化因子に結合する。
シトクロムcはヒドロキシル化や芳香族酸化など幾つかの反応の触媒能を持つほかペルオキシダーゼ活性を有し、2,2-azino-bis(3-ethylbenzthiazoline-6-sulphonic acid (ABTS) や 2-keto-4-thiomethyl butyric acidや4-aminoantipyrine といった電子伝達体を酸化する。

### アポトーシスにおける役割
シトクロムcは、アポトーシス（胚発生の段階や感染・DNA損傷への応答として細胞が自殺する制御的プロセス）においてシグナル仲介の役割を担っていることが知られている。
細胞がアポトーシス誘導刺激を受けると、ミトコンドリアからシトクロムcが放出される。これは、細胞内のカルシウムイオン濃度が上昇することで、ミトコンドリアPTP（permeability transition pore）の開口が促されることによる。少量放出されたシトクロムcは小胞体膜上にあるIP3受容体と相互作用し、小胞体からカルシウムが放出される。このプロセスにより、濃度が上がったカルシウムはシトクロムcの大量放出を引き起こし、正のフィードバックループを形成して小胞体からのカルシウム放出を持続させる。これにより、小胞体から放出されたカルシウムの量は細胞毒性をきたすまで上昇する。細胞質中に放出されたシトクロムcは、今度はカスパーゼ9と呼ばれるシステインプロテアーゼを活性化する。カスパーゼ9はカスパーゼ3とカスパーゼ7を活性化し（カスパーゼカスケード）、最終的にアポトーシスを引き起こす。

## 種間保存性
シトクロムcは高度に保存されたタンパク質で、植物、動物、単細胞生物など非常に多様な生物で確認されている。この保存性と、約 12,000 Da という分子量の小ささから、分子系統学において有用なツールとなっている。一次構造はおよそ100アミノ酸残基から成るポリペプチド鎖であるが、多くの多細胞生物では104アミノ酸残基のポリペプチド鎖となっている。
シトクロムcは進化生物学の分野でも研究対象となっている。例えばニワトリとシチメンチョウにおけるシトクロムcのアミノ酸配列は全く同じであるが、これらとアヒルとの間には1アミノ酸残基の違いがある。同様に、ヒトとチンパンジーのシトクロムcはまったく同一であるが、アカゲザルとの間には1アミノ酸残基の違いがある。ヒトとチンパンジーでは66番目のアミノ酸残基がイソロイシンであるが、アカゲザルではこれがスレオニンになっている。ブタ、ウシ、ヒツジのシトクロムcは全て同一である。

## クラス
1991年、R・P・アンブラーはシトクロムcには以下の4つのクラスがあると考えた。
クラスI
ミトコンドリアや真正細菌が持つ低スピン可溶性のシトクロムcである。ヘム結合部位はN末端側のヒスチジン残基にあり、リガンドはC末端側のメチオニン残基により供給される。
クラスII
高スピンのシトクロムcである。ヘム結合部位がN末端側のヒスチジン残基にある。
クラスIII
低い酸化還元電位を持つシトクロム群である。これのヘムc基は構造的にも機能的にも等しいものではなく、0mVから-400mvまでの異なる酸化還元電位を示す。
クラスIV
もともとヘムcや他の補欠分子族をもつ複合体タンパク質を指すために作られたクラスである。

## 応用
シトクロムcは、いわゆる低レベルレーザー治療（Low-Level laser therapy; LLLT）において機能的な働きを担っているのではないかと言われている。低レベルレーザー治療とは、赤色光や近赤外線を照射して組織を貫通させ、細胞の再生を高めるという治療法である。この波長の光はシトクロムcの活性を高める働きを持つとされ、これにより代謝が活性化し、組織再生のためのエネルギーを効率的に生み出すことが出来ているのではないか、と考えられている。

## 相互作用
シトクロムcはCOX4I2と相互作用することが判明している。

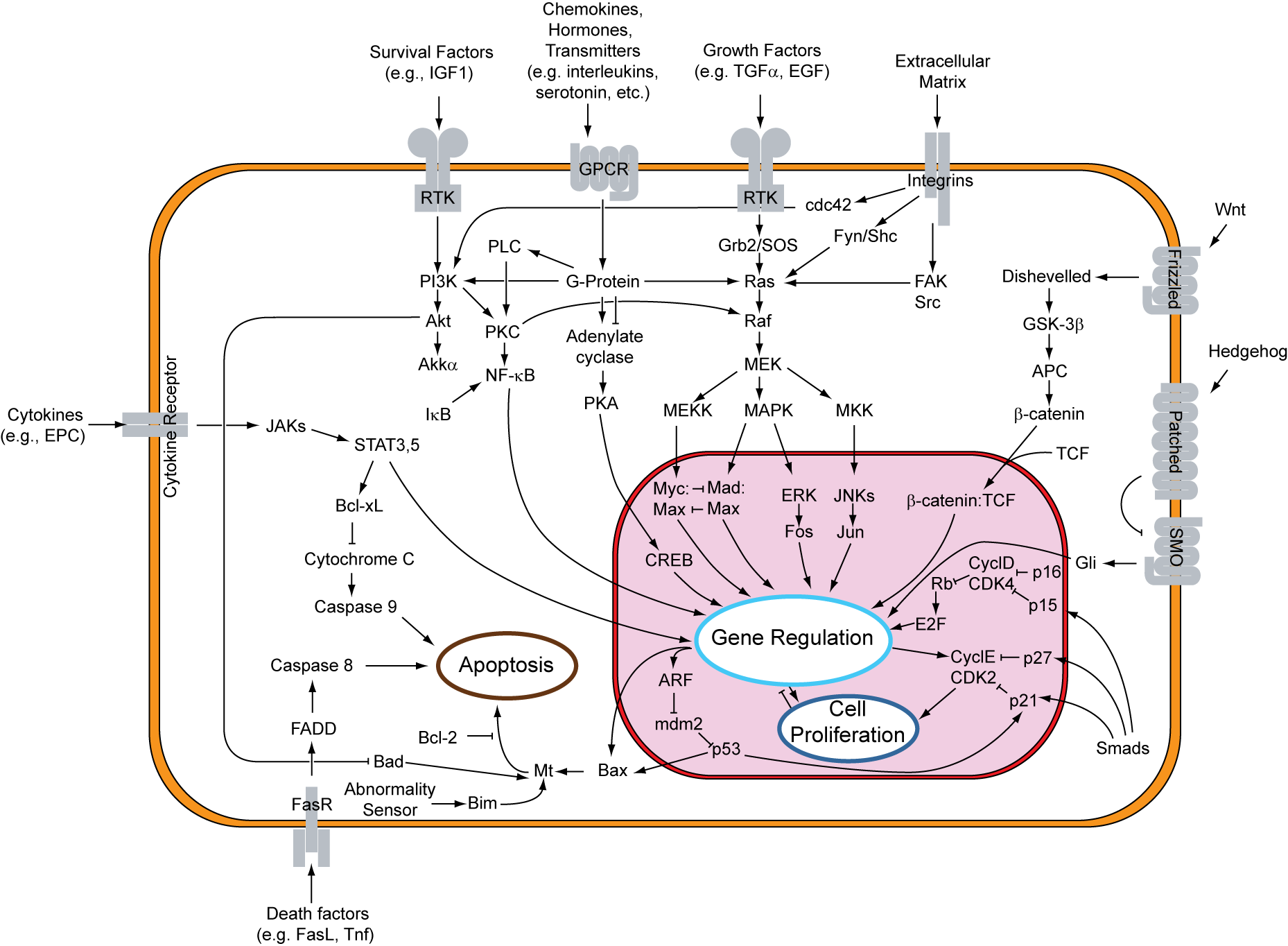
アポトーシスに関与するシグナル伝達経路の概観
シトクロムＣは図の左中央近くにある。

## アミノ酸配列
ヒトにおける一次構造（105アミノ酸残基）:
```
MGDVEKGKKIFIMKCSQCHTVEKGGKHKTGPNLHGLFGRKTGQAPGYSYTAANKNKGIIW
GEDTLMEYLENPKKYIPGTKMIFVGIKKKEERADLIAYLKKATNE

```

## 関連文献
- Kumarswamy R and Chandna S (2009). “Putative partners in Bax mediated cytochrome-c release: ANT, CypD, VDAC or none of them?”. Mitochondrion. 9 (1):  1–8. doi:10.1016/j.mito.2008.10.003. PMID 18992370.
- Skulachev VP (1998). “Cytochrome c in the apoptotic and antioxidant cascades.”. FEBS Lett. 423 (3):  275–80. doi:10.1016/S0014-5793(98)00061-1. PMID 9515723.
- Mannella CA (1998). “Conformational changes in the mitochondrial channel protein, VDAC, and their functional implications.”. J. Struct. Biol. 121 (2):  207–18. doi:10.1006/jsbi.1997.3954. PMID 9615439.
- Ferri KF, Jacotot E, Blanco J, et al. (2001). “Mitochondrial control of cell death induced by HIV-1-encoded proteins.”. Ann. N. Y. Acad. Sci. 926:  149–64. PMID 11193032.
- Britton RS, Leicester KL, Bacon BR (2002). “Iron toxicity and chelation therapy.”. Int. J. Hematol. 76 (3):  219–28. doi:10.1007/BF02982791. PMID 12416732.
- Haider N, Narula N, Narula J (2003). “Apoptosis in heart failure represents programmed cell survival, not death, of cardiomyocytes and likelihood of reverse remodeling.”. J. Card. Fail. 8 (6 Suppl):  S512–7. doi:10.1054/jcaf.2002.130034. PMID 12555167.
- Castedo M, Perfettini JL, Andreau K, et al. (2004). “Mitochondrial apoptosis induced by the HIV-1 envelope.”. Ann. N. Y. Acad. Sci. 1010:  19–28. doi:10.1196/annals.1299.004. PMID 15033690.
- Ng S, Smith MB, Smith HT, Millett F (1977). “Effect of modification of individual cytochrome c lysines on the reaction with cytochrome b5.”. Biochemistry 16 (23):  4975–8. doi:10.1021/bi00642a006. PMID 199233.
- Lynch SR, Sherman D, Copeland RA (1992). “Cytochrome c binding affects the conformation of cytochrome a in cytochrome c oxidase.”. J. Biol. Chem. 267 (1):  298–302. PMID 1309738.
- Garber EA, Margoliash E (1990). “Interaction of cytochrome c with cytochrome c oxidase: an understanding of the high- to low-affinity transition.”. Biochim. Biophys. Acta 1015 (2):  279–87. doi:10.1016/0005-2728(90)90032-Y. PMID 2153405.
- Bedetti CD (1985). “Immunocytochemical demonstration of cytochrome c oxidase with an immunoperoxidase method: a specific stain for mitochondria in formalin-fixed and paraffin-embedded human tissues.”. J. Histochem. Cytochem. 33 (5):  446–52. PMID 2580882.
- Tanaka Y, Ashikari T, Shibano Y, et al. (1988). “Construction of a human cytochrome c gene and its functional expression in Saccharomyces cerevisiae.”. J. Biochem. 103 (6):  954–61. PMID 2844747.
- Evans MJ, Scarpulla RC (1989). “The human somatic cytochrome c gene: two classes of processed pseudogenes demarcate a period of rapid molecular evolution.”. Proc. Natl. Acad. Sci. U.S.A. 85 (24):  9625–9. doi:10.1073/pnas.85.24.9625. PMID 2849112.
- Passon PG, Hultquist DE (1972). “Soluble cytochrome b 5  reductase from human erythrocytes.”. Biochim. Biophys. Acta 275 (1):  62–73. doi:10.1016/0005-2728(72)90024-2. PMID 4403130.
- Dowe RJ, Vitello LB, Erman JE (1984). “Sedimentation equilibrium studies on the interaction between cytochrome c and cytochrome c peroxidase.”. Arch. Biochem. Biophys. 232 (2):  566–73. doi:10.1016/0003-9861(84)90574-5. PMID 6087732.
- Michel B, Bosshard HR (1984). “Spectroscopic analysis of the interaction between cytochrome c and cytochrome c oxidase.”. J. Biol. Chem. 259 (16):  10085–91. PMID 6088481.
- Broger C, Nałecz MJ, Azzi A (1980). “Interaction of cytochrome c with cytochrome bc1 complex of the mitochondrial respiratory chain.”. Biochim. Biophys. Acta 592 (3):  519–27. doi:10.1016/0005-2728(80)90096-1. PMID 6251869.
- Smith HT, Ahmed AJ, Millett F (1981). “Electrostatic interaction of cytochrome c with cytochrome c1 and cytochrome oxidase.”. J. Biol. Chem. 256 (10):  4984–90. PMID 6262312.
- Geren LM, Millett F (1981). “Fluorescence energy transfer studies of the interaction between adrenodoxin and cytochrome c.”. J. Biol. Chem. 256 (20):  10485–9. PMID 6270113.
- Favre B, Zolnierowicz S, Turowski P, Hemmings BA (1994). “The catalytic subunit of protein phosphatase 2A is carboxyl-methylated in vivo.”. J. Biol. Chem. 269 (23):  16311–7. PMID 8206937.
- Gao B, Eisenberg E, Greene L (1996). “Effect of constitutive 70-kDa heat shock protein polymerization on its interaction with protein substrate.”. J. Biol. Chem. 271 (28):  16792–7. doi:10.1074/jbc.271.28.16792. PMID 8663341.